# Hatsue Takemizawa
Hatsue Takemizawa (Japans: 高見沢 長久保 初枝) (Nagano, 27 juli 1935) is een schaatsster uit Japan. Ze vertegenwoordigde haar vaderland op de Olympische Winterspelen 1960 in Squaw Valley en de Olympische Winterspelen 1964 in Innsbruck.
Takamizawa is getrouwd met schaatser Fumio Nagakubo.

## Resultaten

### Olympische Spelen
| Jaar | Plaats       | Resultaten                                              |
| ---- | ------------ | ------------------------------------------------------- |
| 1960 | Squaw Valley | 5e 500 meter 5e 1000 meter 19e 1500 meter 4e 3000 meter |
| 1964 | Innsbruck    | 12e 500 meter 10e 1500 meter 6e 3000 meter              |

### Wereldkampioenschappen
| Jaar | Plaats       | Resultaten   |
| ---- | ------------ | ------------ |
| 1958 | Kristinehamn | 8e Allround  |
| 1961 | Tønsberg     | 12e Allround |
| 1963 | Karuizawa    | 9e Allround  |
| 1964 | Kristinehamn | 26e Allround |

## Persoonlijke records
| Afstand    | Tijd     | Datum            | Baan         |
| ---------- | -------- | ---------------- | ------------ |
| 500 meter  | 46,60    | 18 februari 1960 | Squaw Valley |
| 1000 meter | 1.35,80  | 18 februari 1960 | Squaw Valley |
| 1500 meter | 2.30,90  | 30 januari 1964  | Innsbruck    |
| 3000 meter | 5.21,40  | 18 februari 1960 | Squaw Valley |
| 5000 meter | 10.27,40 | 17 januari 1955  | Nikko        |